# Слатке прљаве тајне
Слатке прљаве лажи (енгл. Pretty Dirty Secrets) америчка је веб-серија из телевизијске серије Слатке мале лажљивице. Серија је део франшизе Слатке мале лажљивице и заутима место између епизода трече сезоне „The Lady Killer” и „This Is a Dark Ride”. Постављена је у Роузвудској продавници костима и призакује како се становници Роузвуда припремају за Ноћ вештица.